# ハートリッジ・スクール
ハートリッジ・スクールは（The Hartridge School for Girls）は、アメリカ合衆国ニュージャージー州プレインフィールドにあった女子校である。
この学校は1884年にスクリブナー・ニュートン・スクールとして創立され、1903年にエメリン・B・ハートリッジが校長兼オーナーになったのに伴ってハートリッジ・スクールと改名した。
ハートリッジ・スクールは長年にわたって、男子校のウォードロー・スクール（1960年代まで同じくプレインフィールドにあった）と、お互いに他校の生徒をダンスに招待したり、演劇活動を共同で行うなど密接な関係にあった。1971年にウォードロー・スクールと合併して共学のウォードロー・ハートリッジ・スクール（Wardlaw-Hartridge School）となった。
1924年（大正13年）から1928年（昭和3年）まで、日本人・白洲正子が留学していたことでも知られる。